# Parabiago
Parabiago település Olaszországban, Lombardia régióban, Milánó megyében. Lakosainak száma 27 976 fő (2023. január 1.). Parabiago Busto Garolfo, Casorezzo, Cerro Maggiore, Nerviano, Arluno, Canegrate és San Vittore Olona községekkel határos.

## Népesség
A település lakossága az elmúlt években az alábbi módon változott:
| Lakosok száma | 27 518 | 27 747 | 27 842 | 27 976 |
|               | 2013   | 2017   | 2018   | 2023   |